# HaShir Shelanu L’Eurovizion 2021
Die Sendung HaShir Shelanu L’Eurovizion 2021 fand am 25. Januar 2021 statt und war der israelische Vorentscheid für den Eurovision Song Contest 2021 in Rotterdam (Niederlande). Die Sendung wurde speziell für die Sängerin Eden Alene abgehalten. Am Ende gewann der Titel Set Me Free, der von Noam Zlatin, Ido Netzer, Amit Mordechai und Ron Carmi geschrieben wurde.

## Format

### Konzept
Bereits am 22. März 2020, wenige Tage nach der Absage des Eurovision Song Contest 2020 gab die israelische Rundfunkanstalt Kan bekannt, dass die für 2020 ausgewählte Sängerin Eden Alene auch 2021 für Israel antreten werde.
Im Juli 2020 gab Kan dann bekannt, dass der Sender vorhabe eine Vorentscheidung für das Lied Alenes abzuhalten. Diese sollte ursprünglich im Fernsehen abgehalten werden und aus 16 Liedern bestehen. Am 8. November 2020 gab Kan dann aber bekannt, dass sie lediglich eine Onlineabstimmung mit anschließender Fernsehsendung abhalten werden. Am 2. Dezember 2020 veröffentlichte Kan neun Demoversionen von Eden Alenes potenziellen Liedern. Bis zum 14. Dezember 2020 konnte das israelische Publikum dann für ihre zwei Favoriten online abstimmen. Die zwei Demos mit den meisten Stimmen erreichten dann das Superfinale. Ein weiterer Superfinalist wurde über eine Jury ausgewählt. Die drei Superfinalisten wurden am 3. Januar 2021 bekannt gegeben, womit auch wieder eine neue online Abstimmung stattfand. Der Siegertitel wurde am 25. Januar 2021 in der Fernsehsendung HaShir Shelanu L’Eurovizion 2021 präsentiert.

### Beitragsauswahl
Über den Sommer hinweg konnten Beiträge bei Kan eingereicht werden. Am 17. Oktober 2020 gab Kan bekannt, dass insgesamt 220 Lieder für Eden Alene eingereicht wurden. Kan hatte diese dann auf neun Versionen reduziert, die dem israelischen Publikum am 2. Dezember bekannt gemacht wurden.

## Teilnehmer
Am 2. Dezember 2020 gab Kan die neun Lieder bekannt. Es handelte sich dabei allerdings um Demoversionen der Lieder. Am 4. Januar 2021 gab Kan die Abstimmungsergebnisse bekannt, allerdings ohne dabei zu nennen, wie viele Stimmen die ersten drei Plätze bekommen haben. Es gab dementsprechend nur ein kumuliertes Ergebnis. Platz 1 und 2 qualifizierten sich direkt für das Superfinale, Platz 3 wurde von einer Jury bestimmt.
| Platz | Interpret  | Lied Musik (M) und Text (T)                                         | Sprache                          | Übersetzung (inoffiziell)          | Stimmen |
| ----- | ---------- | ------------------------------------------------------------------- | -------------------------------- | ---------------------------------- | ------- |
| 1./2. | Eden Alene | La La Love M/T: Yosef Bach, Gal Malka, Gil Vein                     | Englisch, Hebräisch              | La La Liebe                        | 45,4 %  |
| 1./2. | Eden Alene | Set Me Free M/T: Noam Zlatin, Ido Netzer, Amit Mordechai, Ron Carmi | Englisch, Hebräisch              | Befreie mich                       | 45,4 %  |
| 3.    | Eden Alene | Ue La La M/T: Aline Cohen                                           | Englisch, Hebräisch, Französisch | –                                  | 45,4 %  |
| 4.    | Eden Alene | Shoulders M/T: Zohar Barzilai, Adi Rotem                            | Englisch, Amharisch              | Schultern                          | 12,1 %  |
| 5.    | Eden Alene | Spilling Magic                                                      | Englisch                         | Verteilte Magie                    | 10,4 %  |
| 6.    | Eden Alene | Can’t Stop a Hurricane                                              | Englisch                         | Kann den Hurrikane nicht aufhalten | 08,9 %  |
| 7.    | Eden Alene | Flying                                                              | Englisch                         | Fliegen                            | 08,7 %  |
| 8.    | Eden Alene | Coming Out                                                          | Englisch                         | Heraus kommen                      | 07,3 %  |
| 9.    | Eden Alene | Rise Up Today                                                       | Englisch, Amharisch              | Stehe auf heute                    | 07,2 %  |

### Superfinale
Die drei Superfinalisten wurden am 3. Januar 2021 bekannt gegeben. Die finalen Versionen der Lieder wurden am 5. Januar 2021 veröffentlicht. Die Abstimmung über den Sieger lief vom 19. bis 24. Januar 2021. Die Sendung mit der Bekanntgabe des Siegerliedes wurde am 25. Januar 2021 auf Kan ausgestrahlt. Es gewann der Titel Set Me Free, der von Noam Zlatin, Ido Netzer, Amit Mordechai und Ron Carmi geschrieben wurde.
| Platz | Interpret  | Lied Musik (M) und Text (T)                                         | Sprache                          | Übersetzung (inoffiziell) | Stimmen | Stimmen in Prozent |
| ----- | ---------- | ------------------------------------------------------------------- | -------------------------------- | ------------------------- | ------- | ------------------ |
| 1.    | Eden Alene | Set Me Free M/T: Noam Zlatin, Ido Netzer, Amit Mordechai, Ron Carmi | Englisch, Hebräisch              | Befreie mich              | 30.998  | 71,3 %             |
| 2.    | Eden Alene | La La Love M/T: Yosef Bach, Gal Malka, Gil Vein                     | Englisch, Hebräisch              | La La Love                | 07.475  | 17,2 %             |
| 3.    | Eden Alene | Ue La La M/T: Aline Cohen                                           | Englisch, Hebräisch, Französisch | –                         | 04.988  | 11,5 %             |